# Олесја Сирева
Олесја Сирева (рус. Олеся Сырева; Новосибирск, 25. новембар 1983) је руска атлетичарка специјалиста за трчање на средњим пругама, а најуспешнија је у тркама на 1.500 м и 3.000 м.
Прве две борнзане медаље на 1.500 м и 3.000 м, током Светског јуниорског првенства у Кингстону. Победник је Летње универзијаде 2005. у Измиру, а друга на Светском првенству нада (до 23 године) на 1.500 м.
Врхунац досадашње каријере је друго место у трци на 3.000 метара на Европском првенству у дворани 2011. године у Паризу.

## Значајнији резултати
| Датум | Текмичење                         | Место    | Дисциплина | Резултат   | Пласман |
| ----- | --------------------------------- | -------- | ---------- | ---------- | ------- |
| 2002  | Светско првенство за јуниоре      | Кингстон | 1.500 м    | 4:14,32 ЛР | 3       |
| 2002  | Светско првенство за јуниоре      | Кингстон | 3.000 м    | 9:16,58    | 3       |
| 2005  | Универзијада                      | Измир    | 1.500 м    | 4:12,69    | 1       |
| 2005  | Европско првенство атлетских нада | Ерфурт   | 1.500 м    | 4:16,23    | 2       |
| 2006  | Светско првенство у дворани       | Москва   | 3.000 м    | 8:44,10    | 5       |
| 2011  | Европско првенство у дворани      | Париз    | 3.000 м    | 8:56,69    | 2       |

## Лични рекорди
На отвореном
| Дисциплина  | Резултатт | Датум             | Место       |
| ----------- | --------- | ----------------- | ----------- |
| 800 м       | 2:03,69   | 23. јул 2005      | Тула        |
| 1.500 м     | 4:06,47   | 15. јун 2006      | Тула        |
| 1 миља      | 4:32,00   | 15. јун 2005      | Тула        |
| 2000 м      | 5:54,38   | 27. мај 2007      | Сочи        |
| 3.000 м     | 8:58,27   | 28. јун 2006      | Малага      |
| 5.000 м     | 15.38,55  | 8. јул 2006       | Париз       |
| 20 км       | 1:08:14   | 8. октобар 2006   | Дебрецин    |
| Полумаратон | 1:12:45   | 9. септембар 2006 | Новосибирск |

Дворана
| Дисциплина | Резултатт | Датум             | Место  |
| ---------- | --------- | ----------------- | ------ |
| 1000 м     | 2:37,06   | 25. јануар 2006   | Москва |
| 1.500 м    | 4:11,86   | 24. јануар 2006   | Москва |
| 2000 м     | 6:01,58   | 22. децембар 2007 | Омск   |
| 3.000 м    | 8:29,00   | 17. фебруар 2006  | Москва |